# Ostanek supernove
Ostanek supernove (angleška kratica je SNR) je telo, ki nastane po eksploziji supernove. Ostanek supernove je sestavljen iz snovi, ki se širi proč od mesta supernove.
Obstajata dva načina, na katera lahko pride do supernove. V enem primeru se jedro masivne zvezde sesede v nevtronsko zvezdo ali črno luknjo, v drugem pa na bela pritlikavka v dvozvezdju vleče snov z zunanjih plasti spremljevalke in, ko njena masa zadosti naraste, pride do supernove Ia.
V obeh primerih supernova izvrže mnogo snovi v medzvezdni prostor. Ta snov se širi s hitrostjo približno 10 % svetlobne hitrosti. Hitrost udarnega valu sčasoma upade, vendar se meglica širi več stotisočev let in čez več parsekov, preden hitrost širjenja njenih meja upade pod lokalno hitrost zvoka.
Eden najbolje raziskanih mladih ostankov supernove je nastal po SN 1987A, supernovi v Velikem Magellanovem oblaku februarja 1987. Drugi znameniti ostanki supernov so meglica Rakovica in ostanka Tychove in Keplerjeve supernove. Najmlajši znani ostanek supernove je G1.9+0.3, odkrit v središču Rimske ceste.

## Obdobja razvoja
Ostanek supernove gre skozi sledeča obdobja, medtem ko se širi:
1. prosto širjenje izvržene snovi. To lahko traja od nekaj deset do nekaj sto let, odvisno od gostote okoliškega plina.
2. širjenje lupine medzvezdnega plina.
3. ohlajevanje tanke in goste lupine, ki obdaja nekaj milijonov kelvinov vročo sredico.
4. ohlajevanje sredice. Gosta lupina se še naprej širi.
5. združevanje z okoliško medzvezdno snovjo.